# Stora Björstorpasjön
Stora Björstorpasjön är en sjö i Svenljunga kommun i Västergötland och ingår i Viskans huvudavrinningsområde. Sjöns area är 0,021 kvadratkilometer och den befinner sig 189 meter över havet.